# Piprita verd
El piprita verd (Piprites chloris) és una espècie d'ocell de la família dels tirànids (Tyrannidae).

## Hàbitat i distribució
Habita la selva pluvial a les terres baixes fins als 2400 m al nord, centre i sud-est de Colòmbia, Veneçuela i Guaiana, cap al sud, per l'oest dels Andes, fins al nord-oest de l'Equador i, a través de l'est de l'Equador, est i centre de Perú i Brasil fins al nord i l'est de Bolívia, Paraguai i nord-est de l'Argentina.